# انتخابات سراسری اردن (۱۹۵۴)
انتخابات سراسری اردن (۱۹۵۴) در ۱۶ اکتبر ۱۹۵۴ برگزار شد و اولین انتخابات تاریخ پادشاهی اردن هاشمی به شمار می‌رود که به احزاب اجازه مشارکت در آن داده شد. پیش از آن، انتخابات به‌صورت محدود و بدون مشارکت رسمی احزاب برگزار می‌شد. این انتخابات در دورهٔ سلطنت ملک حسین جوان برگزار شد که در سال ۱۹۵۲ به سلطنت رسیده بود.
پس از تصویب قانون احزاب در اوایل دههٔ ۱۹۵۰، فضای سیاسی اردن اندکی بازتر شد و گروه‌های سیاسی توانستند به‌طور رسمی فعالیت کنند. این دوره با افزایش گرایش‌های ناسیونالیستی عربی، رشد جنبش‌های چپ‌گرا و اسلامی، و همچنین نفوذ سیاسی بریتانیا در کشور همراه بود.در چنین فضایی، انتخابات ۱۹۵۴ نقطه‌عطفی در فرآیند نوسازی سیاسی اردن به شمار می‌رفت.
از مجموع کرسی‌های مجلس نمایندگان، مستقل‌ها موفق به کسب ۳۸ کرسی شدند. سایر کرسی‌ها نیز میان نمایندگان حزب لیبرال و حزب امت تقسیم شد. این نتایج نشان‌دهندهٔ ضعف نسبی احزاب نوظهور در برابر ساختارهای سنتی قدرت در کشور بود. انتخابات سال ۱۹۵۴ آغازگر دوره‌ای جدید در تاریخ سیاسی اردن به‌شمار می‌رود. با وجود اینکه احزاب نتوانستند نقش مؤثری در نتایج ایفا کنند، اما ورود آن‌ها به عرصهٔ سیاسی به‌عنوان یک گام مهم در جهت توسعهٔ مشارکت سیاسی تلقی شد. این انتخابات همچنین نشان داد که ساختارهای قبیله‌ای و محلی همچنان نقش پررنگی در سیاست اردن ایفا می‌کنند؛ روندی که در انتخابات‌های بعدی نیز ادامه یافت.